# Операція «Кримзон»
Операція «Кримзон» (англ. Operation Crimson) — повітряно-морська військова операція з бомбардування 25 липня 1944 року британською авіаносною авіацією важливих цілей — японських аеродромів в індонезійських містах Сабанг, Лхокнга та Кутараджа на півночі окупованого острова Суматра, які здійснювалися з авіаносців в Індійському океані.

## Історія
До весни 1944 року британський флот зміг наростити свій бойовий потенціал; Східний флот поповнився новітніми зразками бойових кораблів і незабаром адмірал Дж. Сомервілль перейшов у рішучий наступ. Британська палубна авіація завдала низку ударів по японських стратегічних об'єктах на окупованих островах Голландської Ост-Індії. Вони включали повітряні удари по Сабангу у квітні та липні, по Сурабаї у травні 1944 року.
На відміну від деяких попередніх операцій, у яких використовувалися невеликі сили для переслідування та відволікання японців, операція «Кримзон» була «повнокровною операцією», спрямованою на «завдавання максимального збитку авіабазам та портовим спорудам і знищення будь-яких суден, які там знайшли притулок».
З Тринкомалі під командуванням адмірала Джеймса Сомервіля відпливли два авіаносці («Вікторіес» та «Іластріас») з чотирма лінкорами, шістьма крейсерами, десятьма есмінцями, які їх прикривали, та у супроводі двох підводних човнів
По готовності до операції авіаносці запустили 34–39 винищувачів «Корсар» під командуванням капітан-лейтенанта Фредеріка Річарда Арнольда Тернбулла. Незважаючи на п'ятихвилинну затримку, було надто темно, щоб літаки могли точно обстріляти аеродроми, тому натомість вони атакували великі будівлі в околицях. Японська система протиповітряної оборони збила один «Корсар», але пілот був врятований.
Бойові кораблі за підтримки авіації з «Іластріас» здалеку обстріляли об'єкти у гавані Сабанг і місцеві казарми. Крейсери й міноносці обстрілювали власні цілі; перший атакував радіостанцію та відповідні берегові батареї, а другий зосередився на радіолокаційній станції. Після основного обстрілу «Тромп», «Кваліті», «Квікматч» і «Квіліам» увійшли в гавань Сабанг, обстрілюючи японські позиції та запускаючи торпеди. Вогонь берегової артилерії у відповідь незначно пошкодив усі кораблі союзників, крім «Квікматч», спричинивши деякі втрати та вбивши військового кореспондента.
Коли оперативна група відійшла, два японські літаки-розвідники намагалися стежити за нею, але обидва були перехоплені та збиті. Пізніше вдень 9–10 японських винищувачів A6M «Зеро» наблизилися до корабельного угруповання, намагаючись атакувати противника. З ними вступили в бій 13 британських «Корсарів», які збили два «Зеро» і пошкодили ще два.
Під час операції союзники втратили загалом два «Корсари». Британські пілоти повідомили, що японські льотчики не були такими вишколеними, як це було в 1942 році. Операція «Кримзон» була останньою місією адмірала Сомервіля до того, як занепокоєння щодо його здоров'я змусило його перейти на дипломатичну службу. Британська оперативна група не проводила операцій, поки в серпні не почалася операція «Банкет».